# Длуґоволя-Друга
Длуґоволя-Друга (пол. Długowola Druga) — село в Польщі, у гміні Ліпсько Ліпського повіту Мазовецького воєводства.
У 1975-1998 роках село належало до Радомського воєводства.